# ビーグル・エアクラフト
ビーグル・エアクラフト (Beagle Aircraft Limited)は、1960年から1969年にかけて活動したイギリスの航空機メーカーである。

## 概要
1960年にプレスト・スチール・カンパニーの航空機事業部門を担う子会社としてブリティッシュ・エグゼクティブ・アンド・ジェネラル・アビエーション・リミテッド (British Executive & General Aviation Limited, BEAGLEはこのアクロニムである。) が設立され、また翌年には同じイギリスの航空機メーカーであったオースター・エアクラフトとF.G.マイルズがそれぞれ買収され子会社化されて、ビーグル・オースター (Beagle-Auster Limited)、ビーグル・マイルズ (Beagle-Miles Limited)となった。これら3社は当初、それぞれの元の事業所を拠点に別々に活動していたが、1962年に会社として統一されビーグル・エアクラフト (Beagle Aircraft Limited)となった。
ビーグル・エアクラフトでは、ビーグル社の独自開発であるB.206 "バセット"、オースターの開発したA.61 "テリア"、A.109 "エアデール"、ビーグル・マイルズで開発されたM.218といった機種の製造、販売を行った。ビーグル社の航空機の多くは(おそらく社名にちなんで)英国の犬の種類からとった愛称が付けられている。
1965年になると親会社のプレスト・スチール・カンパニーはブリティッシュ・モーター・コーポレーションに買収され、ビーグル・エアクラフトは1966年から英国政府の管理下で活動を継続したが1969年には資金的に困難な状況となり、再建できずに解散となった。このとき、ビーグル社がスウェーデン軍から注文を受けて開発を進めていたB.125 ブルドッグの生産は同じイギリスの航空機メーカーであるスコティッシュ・アビエーションに引き継がれた。

## 機種
- A.61 テリア（英語版）
- A.108（英語版）
- A.109 エアデール（英語版）
- A.113 ハスキー（英語版）
- B.206 バセット
- M.218（英語版）
- B.121 パップ（英語版）
- B.125 ブルドッグ - B.121 パップの軍用モデル。スコティッシュ・アビエーションに引き継がれた。

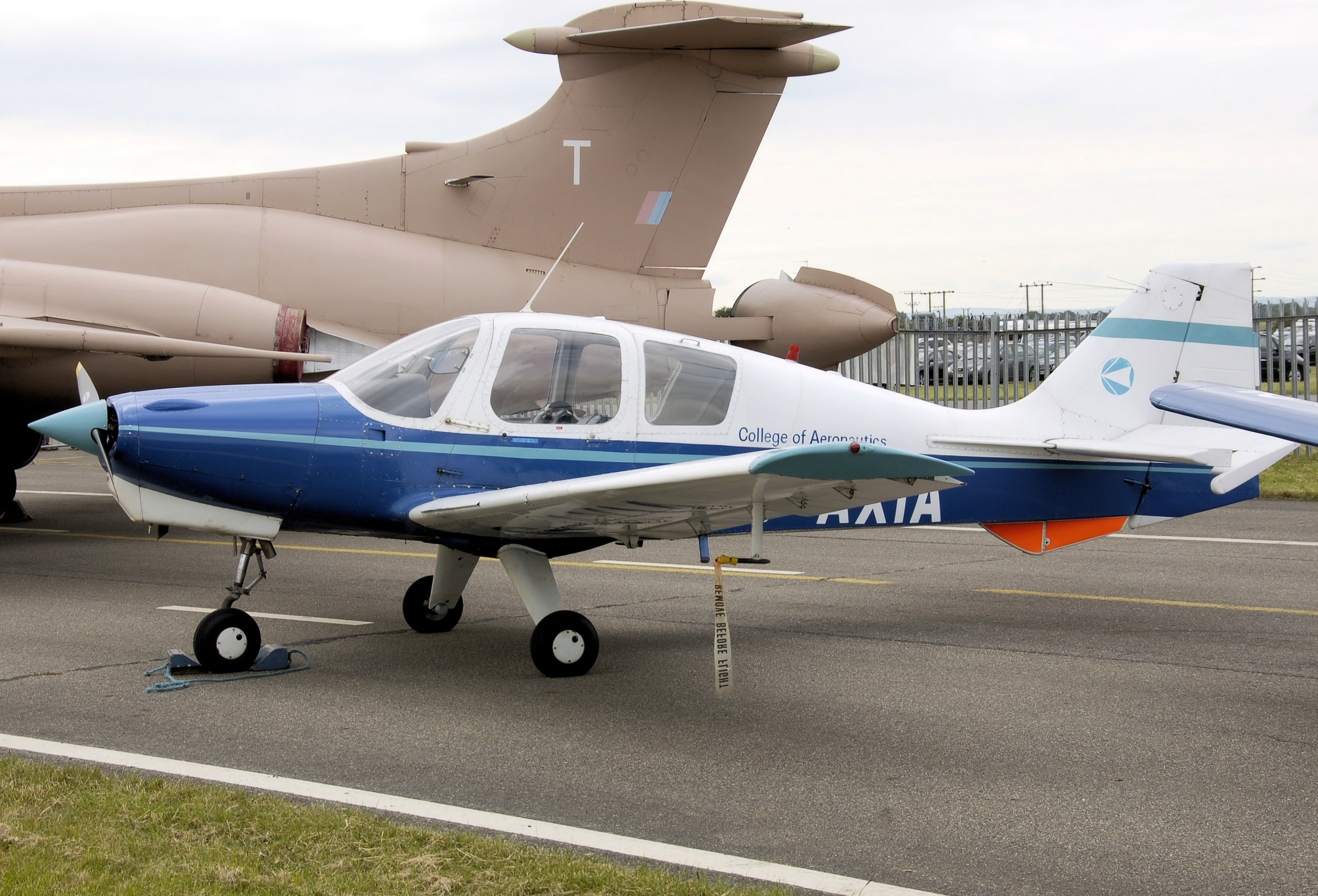
B.121 パップ
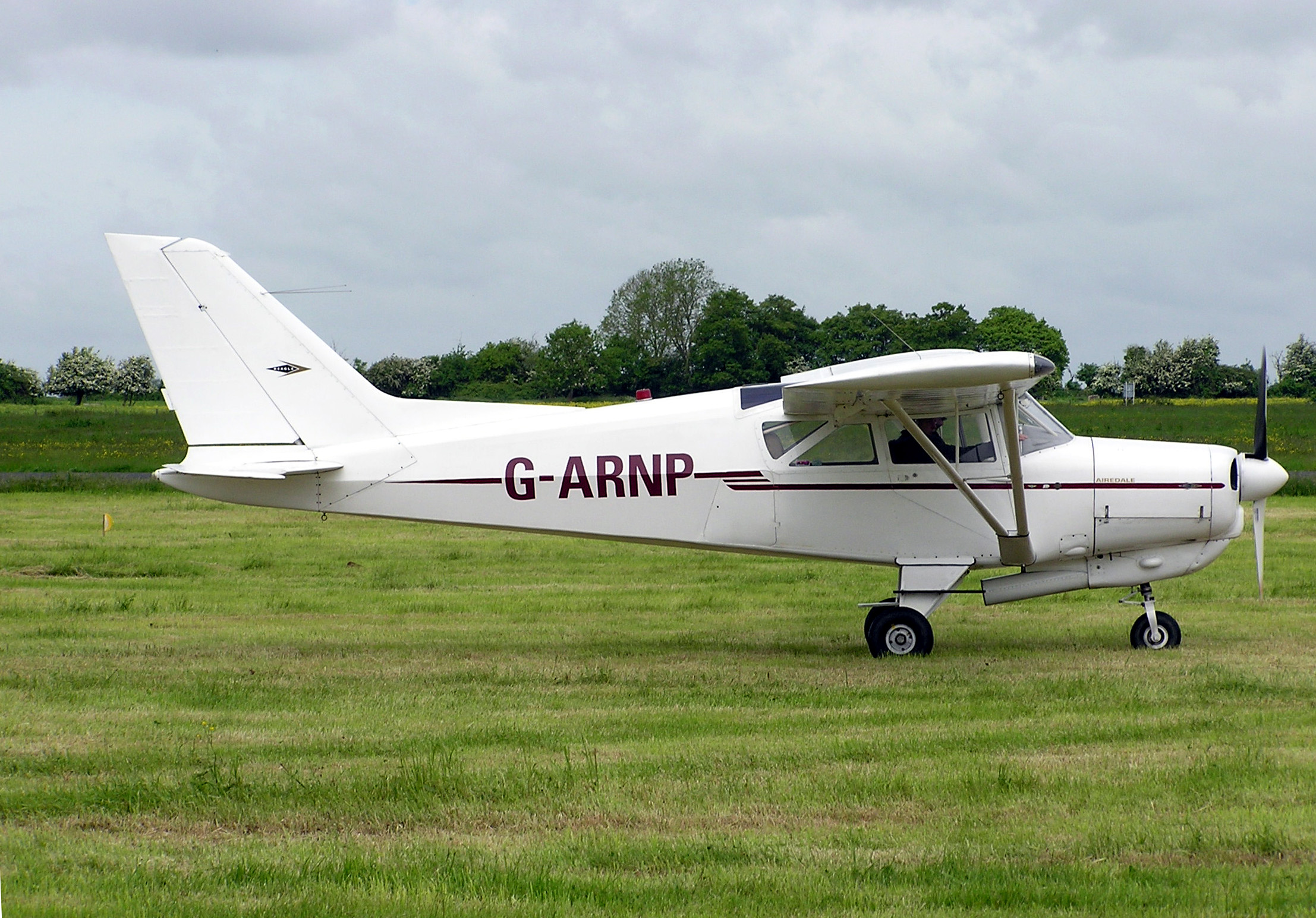
A.109 エアデール
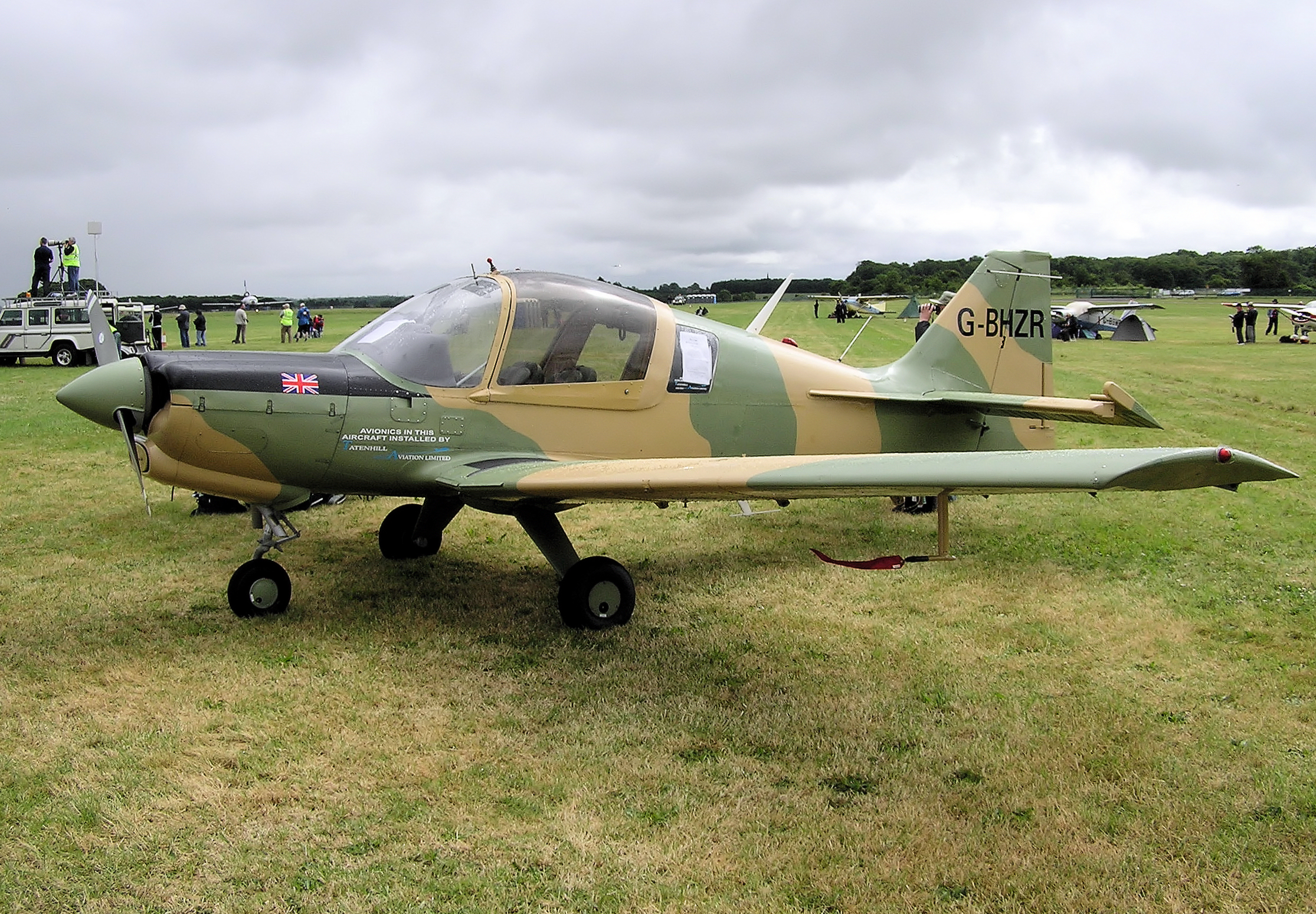
B.125 ブルドッグ
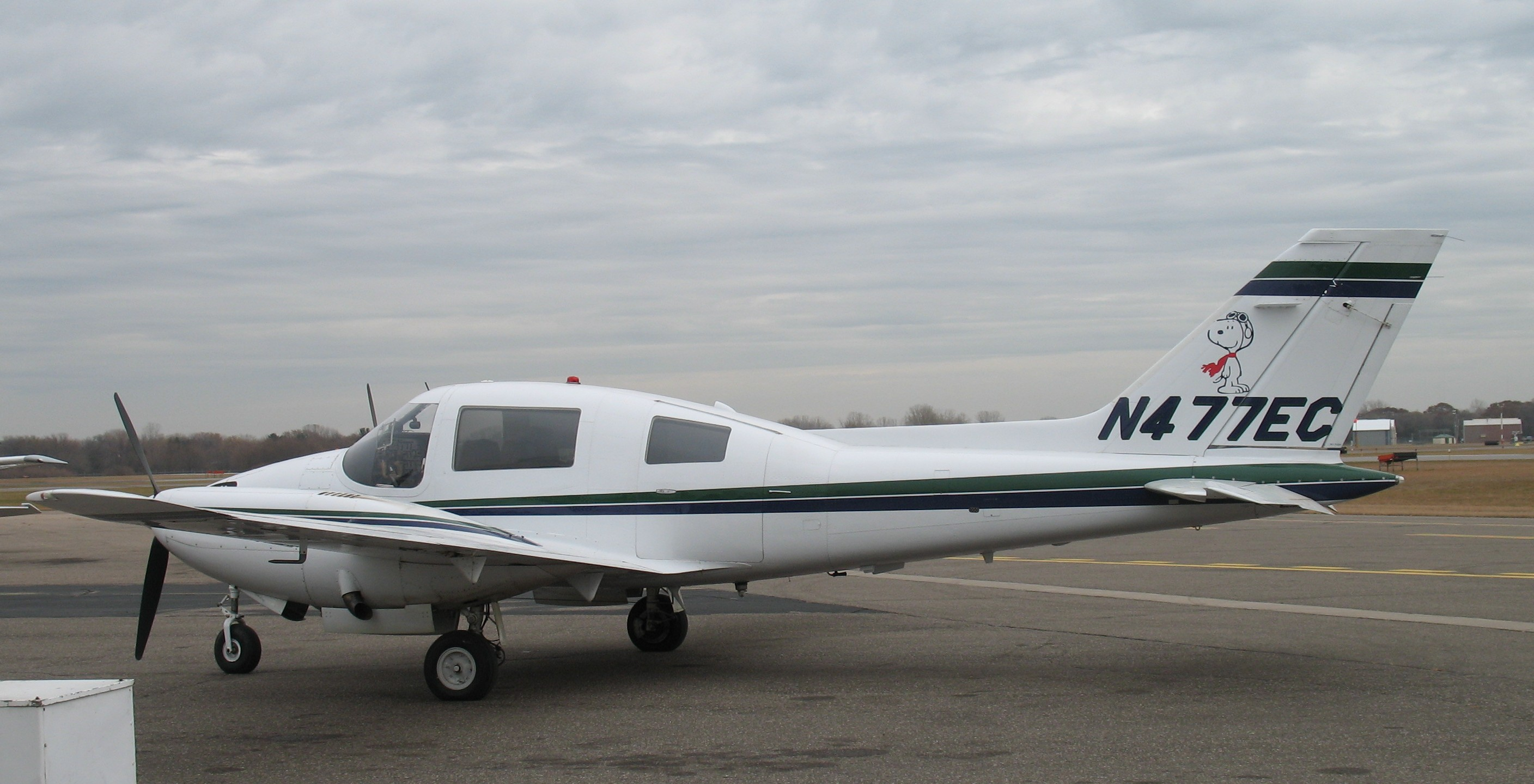
B.206 バセット